# Consistório Ordinário Público de 1840

## Cardeais
| Nº                  | País       | Nome                           | Idade      | Cargo                         | Título ou Diaconia                                         |
| In Pectore          | In Pectore | In Pectore                     | In Pectore | In Pectore                    | In Pectore                                                 |
| ------------------- | ---------- | ------------------------------ | ---------- | ----------------------------- | ---------------------------------------------------------- |
| 1                   | Itália     | Silvestro Belli                | 58         |                               | Revelado no Segundo Consistório Ordinário Público de 1841  |
| 2                   | Itália     | Lodovico Altieri               | 35         | Núncio apostólico na Áustria  | Revelado no Primeiro Consistório Ordinário Público de 1845 |
| Revelado In Pectore |            |                                |            |                               |                                                            |
| 3                   | Itália     | Giovanni Maria Mastai-Ferretti | 48         | Bispo de Imola                | Cardeal-presbítero de Santos Marcelino e Pedro             |
| 4                   | Itália     | Gaspare Bernardo Pianetti      | 60         | bispo de Viterbo e Toscanella | Cardeal-presbítero de São Sisto                            |